# Merlin Surget
Pour les articles homonymes, voir Surget (homonymie).
Merlin Surget est un snowboardeur français né le 3 décembre 1999 à Sallanches et originaire des Houches dans la vallée de Chamonix. Il est spécialisé dans le boardercross.
Pour sa deuxième participation aux Jeux Olympiques, il remporte la petite finale et termine à la 5ème place à Pékin. En 2021, il finit 3ème du classement général de la coupe du monde. Il est également Champion de France et double médaillé d’or au FOJE en janvier 2015. En 2022, il cumule 4 podiums en Coupe du monde.

## Palmarès[4]

### Championnats du monde
- Championnats du monde 2023 à Bakuriani (Géorgie) :
  -  Médaille d'argent en cross par équipes.

### Coupe du monde
- Meilleur classement : 3e en 2021.
- 9 podiums dont 2 victoires.

#### Détails des victoires
| Épreuve / Édition | Snowboard cross   |
| ----------------- | ----------------- |
| 2022-2023         | Cortina d'Ampezzo |
| 2023-2024         | Sierra Nevada     |